# Zofingue
Pour la société d'étudiants, voir Zofingue (société d'étudiants).
Zofingue (en allemand : Zofingen) est une commune suisse du canton d'Argovie, chef-lieu du district de Zofingue.

## Géographie

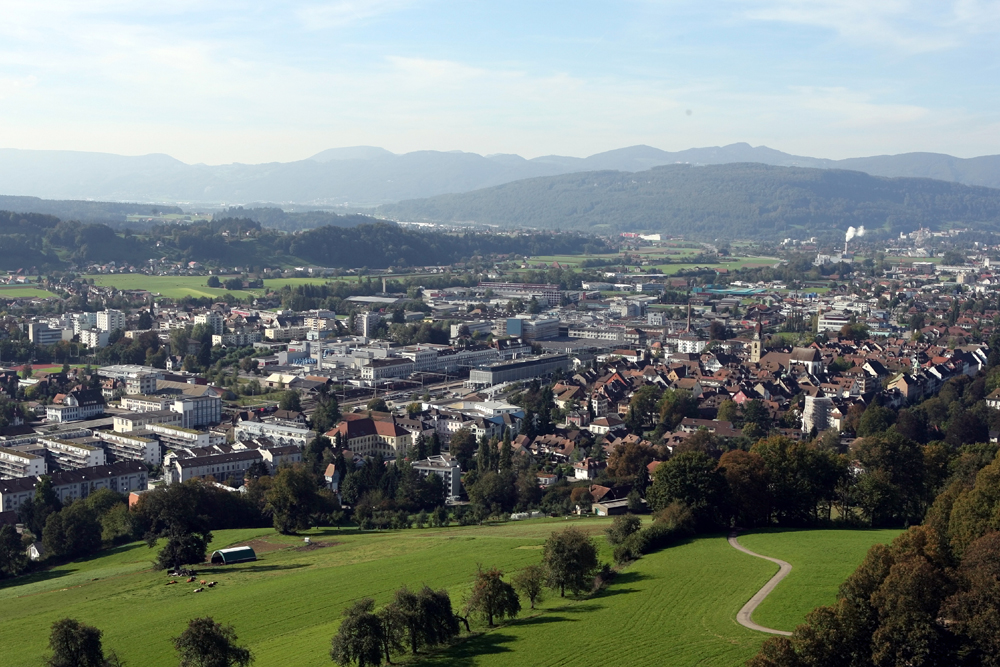
Vue générale de la ville.

Zofingue est une petite ville médiévale située à l’extrémité de la vallée de la Wigger.
Zofingue mesure 11,09 km2.

## Démographie
La commune compte 12 796 habitants au 31 décembre 2023 pour une densité de population de 1 154 hab/km2. Sur la période 2010-2019, sa population a augmenté de 9,8 % (canton : 12,2 % ; Suisse : 9,4 %).  

## Histoire

Photo aérienne (1955).

La ville a été fondée par les Frobourg à la fin du XIIe siècle.
En 1803, Zofingue fut rattachée au canton d'Argovie nouvellement créé et devint chef-lieu de district. En 1819, la société d'étudiants Zofingue y est fondée.
Au début du XIXe siècle, on vit s'installer à l'ouest de la vieille ville les premières entreprises industrielles (arts graphiques, chimie, textile, peintures et machines).
Avec la construction des chemins de fer, à la fin du XIXe siècle, la ville espéra devenir un important nœud ferroviaire à l'intersection des lignes est-ouest et nord-sud. Les deux axes se croisèrent finalement à Olten, soit à 9 kilomètres de Zofingue. Aujourd’hui, la ville se trouve au carrefour des autoroutes A1 et A2.

## Économie
- Siegfried, groupe pharmaceutique
- Ringier, groupe de presse

## Médias
- Zofinger Tagblatt

## Culture et patrimoine

### Héraldique
| Blason | Blasonnement : Fascé de quatre pièces de gueules et d'argent. |

### Monuments et curiosités
La ville de Zofingue compte 10 entrées dans la liste des biens culturels d'importance nationale : le site romain de Hirzeberg, l'ancien arsenal, l'ancienne ancienne léproserie, l'école municipale, le musée de ville, la bibliothèque municipale, le monastère Klösterli, la maison Sennenhof, l'hôtel de ville et le jardin public Heiternplatz.

### Folklore et manifestations
- Festival Heitere Open Air

### Sports
- TV Zofingen, club de handball champion de Suisse en 1978, 1983
- Powerman Duathlon, épreuve de duathlon depuis 1989

## Jumelage
- Perroy (Suisse)

## Transports
- Ligne ferroviaire CFF Bâle – Lucerne – Chiasso, à 9 km d’Olten et à 48 km de Lucerne
- Ligne ferroviaire CFF Zofingue – Lenzbourg
- A1, Genève – St. Margrethen, sortie 48
- A2, Bâle – Chiasso, sortie 46

### Personnalités
- Erich von Däniken (1935-), ufologue
- Hansjörg Schneider, écrivain
- Andy Hug, karatéka
- Hermann Haller, peintre et sculpteur
- Rudolf Sutermeister (1802-1868), médecin et socialiste utopiste suisse allemand